# Petaloctenus
Petaloctenus là một chi nhện trong họ Ctenidae.